# The Spirit of '45
The Spirit of '45 è un documentario del 2013 diretto da Ken Loach.
Partendo da un anno fondamentale nella storia della Gran Bretagna come il 1945, quando per la prima volta il Partito Laburista vinse le elezioni con la maggioranza assoluta alla Camera dei Comuni, il documentario ricorda come "lo spirito del '45" abbia indicato agli inglesi le vie per la ricostruzione dell'intera società britannica dopo la seconda guerra mondiale.

## Trama
Partendo dalle misere condizioni di vita del proletariato britannico prima della seconda guerra mondiale, il documentario ripercorre gli anni della ricostruzione con un montaggio di filmati d'archivio, registrazioni sonore e interviste contemporanee ad alcuni dei superstiti di quel periodo.
Tra questi, il medico gallese Julian Tudor Hart (pioniere dei medici di base), l'ex minatore e attivista Ray Davies, l'ex membro del Consiglio Comunale di Liverpool e responsabile del piano di edilizia Tony Mulhearn e la novantenne ex infermiera Eileen Thompson.
Ken Loach si sofferma sui risultati del governo laburista di Clement Attlee in un periodo di rinnovamento culturale; ricorda anche limiti e delusioni di parte di quell'esperienza.
Il documentario si conclude con la vittoria elettorale di Margaret Thatcher nel 1979 e il conseguente smantellamento di tutto quel sistema di diritti e giustizia sociale, faticosamente costruito; evidenzia i costi sociali, il crescere della povertà, l'aumentare della disoccupazione, la compressione dei diritti sindacali, causati dal governo Thatcher.

## Distribuzione
Nel febbraio 2013 è stato mostrato in anteprima fuori concorso alla 63ª edizione del Festival di Berlino, nella sezione Berlinale Special.
Nel Regno Unito è stato distribuito a partire dal 15 marzo e sempre nel 2013 è stato proiettato in altri festival internazionali: il Sydney Film Festival (12 giugno), il Jerusalem Film Festival (11 luglio), il New Zealand International Film Festival (27 luglio) e il Free Zone Festival di Belgrado (9 novembre).
In Italia è uscito in versione originale sottotitolata, incassando 48376 €.

### Date di uscita
- Regno Unito (The Spirit of '45) - 15 marzo 2013
- Francia (L'esprit de 45) - 8 maggio 2013
- Belgio - 4 settembre 2013
- Italia (The Spirit of '45) - 12 settembre 2013
- Spagna (El espíritu del '45) - 13 settembre 2013
- Svezia (The Spirit of '45) - 13 settembre 2013
- Danimarca - 21 novembre 2013
- Nuova Zelanda (The Spirit of '45) - 26 dicembre 2013
- Portogallo (O Espírito de '45) - 5 febbraio 2015

## Critica
Il sito aggregatore di recensioni Rotten Tomatoes riporta il 76% di giudizi positivi, con un voto medio di 6,1 su 10 sulla base di 21 recensioni professionali.
Il critico Tim Robey del Daily Telegraph ha giudicato The Spirit of '45 il miglior film di Ken Loach da Sweet Sixteen del 2002, aggiungendo:
«Gli spettatori di convinzione politica opposta possono lamentarsi della mancanza di equilibrio... ma quando si sofferma su argomenti che infiammano la passione, come i principi fondatori dell'NHS e la frammentaria privatizzazione che minaccia il suo futuro, il film appare un salutare promemoria di ciò che esattamente rappresenta Ken Loach».
Su The Independent, Ned Roberts ha apprezzato il documentario dal punto di vista stilistico, pur sottolineando il gap di quasi 30 anni tra il governo di Attlee e l'elezione della Thatcher:
«Come pezzo di propaganda, veemente appello alle armi e duro attacco alle politiche di entrambi i principali partiti politici, il suo film colpisce nel segno...».
Decisamente diverso il parere di Christopher Tookey; sul Daily Mail ha scritto:
«Loach utilizza metodi di produzione cinematografica per dare a Margaret Thatcher la colpa di tutto ciò che di male è accaduto dal 1979...».
Su La Stampa, Alessandra Levantesi Kezich ha scritto che Ken Loach «non si preoccupa di aprire un contraddittorio e creare una dialettica fra le parti: è chiaro che per lui lo spirito del '45 è quello giusto...», mentre Gian Luigi Rondi lo ha definito «un film più apertamente politico di quanto lo siano stati molti altri dei suoi precedenti... il materiale narrativo di cui ha saputo valersi arriva a proporre una tale serie di felicissimi documenti visivi che sembrano addirittura rifarsi alla celebre tradizione del documentarismo di John Grierson».

## Riconoscimenti
2013 - British Independent Film Awards
Nomination Miglior documentario
2013 - CPH:DOX/Copenhagen International Documentary Festival
Nomination Politiken's Audience Award